# SHARE (computación)
SHARE (SHARE Inc.) fue un voluntariado de grupos de usuarios de computadoras mainframe de IBM, que fue fundado en 1955 en el área de Los Ángeles, por usuarios de IBM 701. Se convirtió en un foro de intercambio de información técnica sobre los lenguajes de programación, sistemas operativos, sistemas de base de datos y experiencias de usuario para los usuarios empresariales de pequeña, mediana y gran escala de las computadoras de IBM como IBM S/360, IBM S/370, zSeries, pSeries y xSeries.
Un recurso importante de la acción desde el principio fue la biblioteca de SHARE. Originalmente, los sistemas operativos de IBM, se distribuyeron en forma de código fuente, y era común para los programadores de sistemas para hacer pequeñas adiciones o modificaciones de locales y de intercambiar con otros usuarios. La biblioteca de acción y el proceso de desarrollo distribuido fomentó fue uno de los orígenes más importantes de software libre.
SHARE más tarde fue incorporada como una corporación no lucrativa con sede en Chicago, Illinois, y actualmente está ubicada en 401 N. Michigan Avenue. La organización publica un boletín y lleva a cabo dos importantes reuniones educativas por año.
En septiembre de 1999, Guide International, los otros grandes usuarios de mainframe de IBM grupo, dejó de funcionar. Aunque la participación no asumen el control formal de GUIDE, muchas de las actividades y proyectos que se llevaron a cabo bajo la égida de GUIDE motivados a compartir, y la Guía sugiere a sus miembros que se unan SHARE. En agosto de 2000, la cuota tomó el nombre de dominio [guide.org].
Hoy en día, comparten la afiliación de 20.000 representa unas 2300 empresas clientes de IBM.